# Rappe (preußisches Adelsgeschlecht)

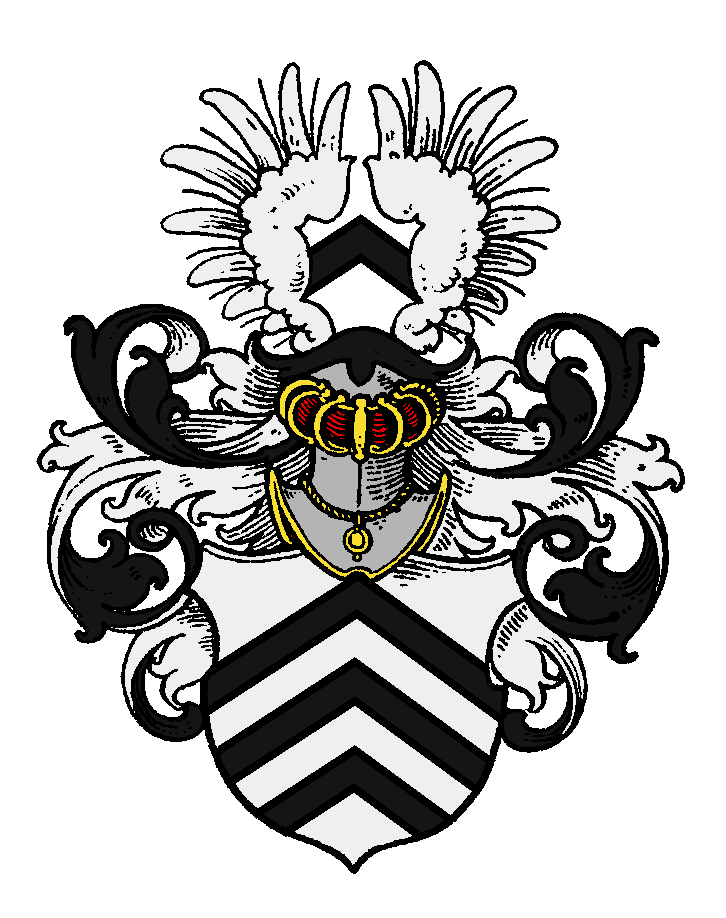
Wappen derer von Rappe

Rappe, auch Rapp oder Rappen, ist der Name eines preußisch-kurländischen erloschenen Adelsgeschlechts.
Es besteht entgegen älteren Postulierungen keine nachgewiesene Stammesverwandtschaft zu dem gleichnamigen, aber wappenverschiedenen, ursprünglich thüringischen, jedoch später ebenfalls in Preußen begüterten Adelsgeschlecht Rappen oder dem ebenfalls zu unterscheidenden aus Kurland stammenden, schwedischen Adelsgeschlecht Rappe, welches 1697 in die Adelsklasse der schwedischen Ritterschaft introduziert (Nr. 1284) worden ist.

## Geschichte
Die Familie gelangte im Zuge des Deutschen Ordens in das Baltikum. Die gesicherte Stammreihe beginnt mit dem 1543 urkundlich genannten Heinrich Rappe. Ordensmeister Wolter von Plettenberg belehnte 1528 in Wenden des erstgenannten Sohn Eustachius (Statius) Rape und seine Erben mit [Sattikken und] Johann Krusens Land und Gütern [Telsen und Roloff] im Gebiet und Kirchspiel Grobin zu Lehngutsrecht. Statius Rap(p)e war der Vater des Ernst Rappe, auf Sattikken, Roloff und Tels und Großvater des preußischen Kanzlers Christoph Rappe (1566–1619), dem Stifter der preußischen Linie des Geschlechts, als auch Großvater des Otto Rappe († 1634), Erbherr auf Salticken, welcher 1620 bei der 1. Klasse der Kurländischen Ritterschaft für das Gesamtgeschlecht immatrikuliert wurde. Christoph von Rappe († 1716) erhielt 1698 in Königsberg die preußische Adelsanerkennung. Die ostpreußische Linie ist 1744, das Gesamtgeschlecht mit der kurländischen Linie 1752 im Mannesstamm erloschen.

## Historischer Güterbesitz
in Preußen
- Albehnen (1727), Breitlinde (1726), Lindenau (1726), Pocarben (1727), Ritterkrug (1727) und Schakuhnen (1683–1727), im Kreis Heiligenbeil
- Angerapp (1560–1693) im Kreis Darkehmen
- Bledau (1693–1657), Commau (1613), Germehnen (1616), Görken (1600), Kirschappen (1666–1727), Krümteich, Wohlsehen (1730), Perwissau, Sallecken (1600–1727), Sperlings (1635), Sprudlauken, Sudnicken (1635–1727), Trempau und Wesselshöfen (1560–1683) im Kreis Königsberg
- Corben (1727), Regitten (1600–1727), Selnicken (1750) und Wosegau im Kreis Fischhausen
- Honigbaum im Kreis Friedland/Kreis Bartenstein
- Landtkeim und Wolfshöfen (1716) im Kreis Labiau
- Litschken und Ripkeim im Kreis Wehlau
- Osnaggern (1716) im Kreis Ragnit
- Potschedorf (1727) im Kreis Rastenburg
- Schopowen (1727) und Sergen (1727) im Kreis Oletzko
- Struve (1730) im Kreis Preußisch Eylau

in Kurland
- Walmen und Klein Buschhof (Pfandbesitz) im Kreis Doblen
- Dserwen (Pfandbesitz), Sallenen und Alt Drogen im Kreis Hasenpoth
- Satticken, Scheden und Klein Nitten (bis 1729) im Kreis Goldingen
- Telsen und Roloff (seit 1528), Niederbartau (Pfandbesitz seit 1611), Aister (seit 1611), Altenburg (bis 1762), Strocken (seit 1683), Groß Ilmajen und Padohnen (Pfandbesitz) im Kreis Grobin
- Zehren (1697–1737), Pelzicken (1737–1744), Wittenbeck (1737–1744) und Iggen im Kreis Talsen
- Degahlen (Pfandbesitz) und Sahten im Kreis Tuckum

## Angehörige
- Christoph von Rappe (1566–1619), herzoglich-preußischer Kanzler
- Ernst von Rappe (1599–1641), herzoglich-preußischer Kanzler
- Christoph von Rappe († 1725),[10] kurländisch-polnischer General
- Otto Ernst von Rappe († 1707), kurländisch-polnischer General
- Georg Wilhelm von Rappe († 1722), kurländisch-polnischer General

## Wappen
Das Wappen zeigt in Silber drei schwarze Flachsparren. Auf dem Helm mit schwarz-silbernen Decken ein schwarzer Sparren zwischen einem offenen silbernen Flug.
Alternativ blasoniert Źernicki-Szeliga als Kleinod drei silberne Straußenfedern über einer goldenen Helmkrone. Allerdings ordnen Rosenfeld und Bojnčić dieses Wappen einer in Galizien blühenden Familie Rappe zu, welche sie zudem, wie vor ihnen bereits auch Źernicki-Szeliga, als Wappengenossen der Familie Rarogiewicz ausweisen.

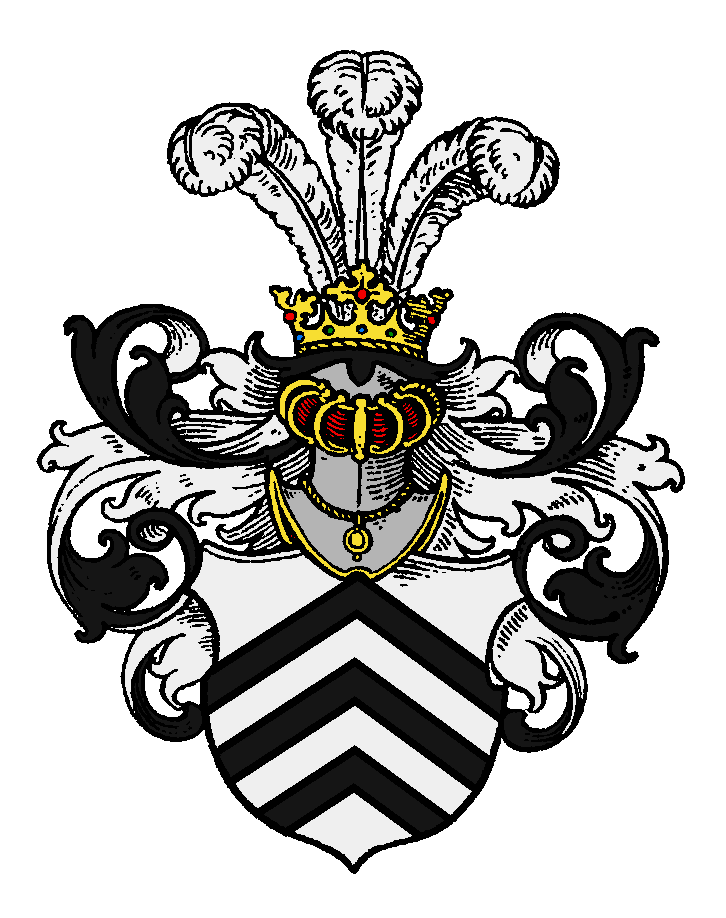
Wappen derer von Rappe nach Źernicki-Szeliga (1900)